# Euploea meldola
Euploea meldola är en fjärilsart som beskrevs av Moore 1883. Euploea meldola ingår i släktet Euploea och familjen praktfjärilar. Inga underarter finns listade i Catalogue of Life.